# 倪嘉善
倪嘉善（？—1634年），字迪之，號瓊圃，直隶安庆府桐城县人。明朝政治人物。

## 生平
太僕倪應眷第四子。天啟元年（1612年）辛酉科乡试三十一名，天啟二年（1622年）聯捷壬戌科進士，授翰林院庶吉士，父應眷以忤璫歸，嘉善亦请假養親。崇禎元年，授翰林院检讨，廷對疏論君德甚悉，遇朝鲜擅廢其主，上命草檄討之。二年（1629年）遷國子監司業，皇帝幸太學，命坐講易泰卦，倍深眷注。三年升右中允，六年典試顺天乡闈，釐文體，振風氣，一時稱爲得人。嘗侍經筵，進講益者三友，上問孰爲益，孰爲損，對曰：「尧舜爲益，非尧舜即爲損。」天子爲之加敬。升右谕德，後以憂勞成疾，卒于京邸。

## 著作
著有《媚笔泉集》行世。

## 家族
曾祖倪文汲。祖倪夢梅，赠福建道监察御史。父倪应眷，丁未进士，福建道御史，见任顺天巡按。母王氏。娶吴氏、孙氏。子天柱、天祐、侄天枢、天弼，俱庠生，天育。
继妻吴氏。